# Refidim

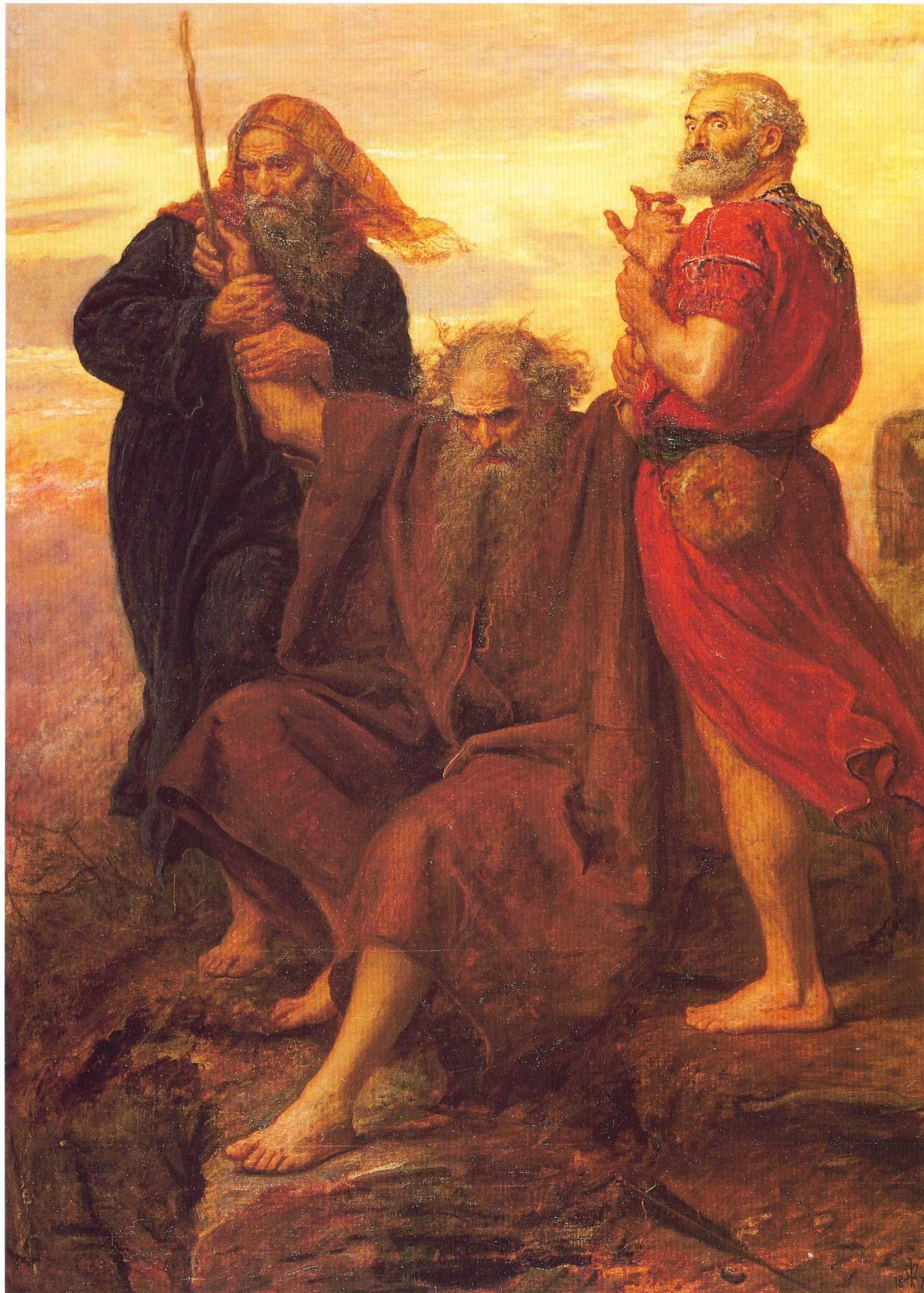
Moisés erguendo os braços durante a Batalha de Refidim, auxiliado por Hur e Aaron, de John Everett Millais

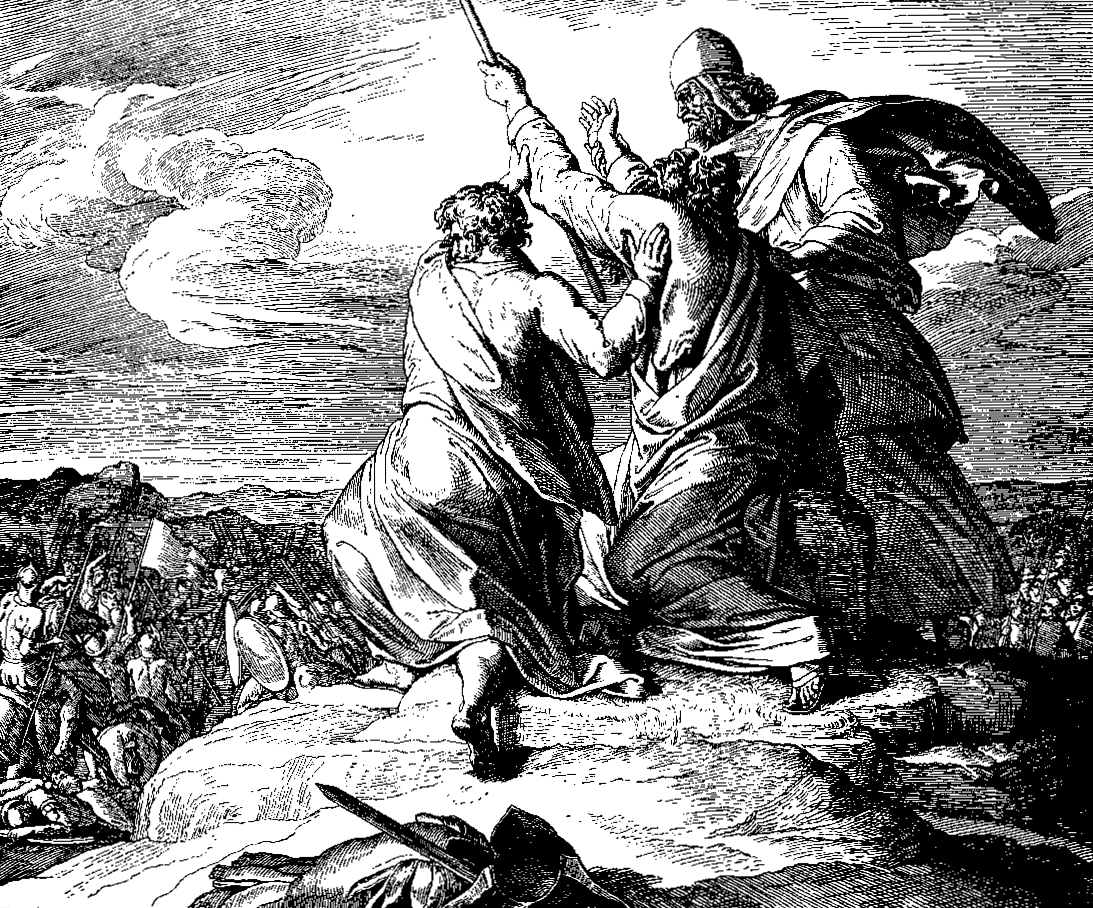
Batalha com os amalequitas, de Julius Schnorr von Carolsfeld (1860), representando Êxodo 17, 8-16.

Refidim (em hebraico:  רפידים) é um dos lugares visitados pelos israelitas no relato bíblico do Êxodo do Egito.
Este episódio é descrito no Livro do Êxodo. Os israelitas sob o comando de Moisés vieram do deserto de Sim. Em Refidim, eles não conseguem encontrar água para beber e, com raiva, exigem que Moisés lhes dê água. Moisés, temendo que eles o apedrejassem, clama a Deus por ajuda e é instruído a golpear uma certa "pedra no Horebe", em nome de Deus, que faz com que um riacho flua dela, fornecendo bastante água para o povo. Ele chama o lugar de Massah (que significa 'teste') e Meribah (que significa 'briga').
Depois, os amalequitas atacam os israelitas acampados em Refidim, mas são derrotados. Os israelitas são liderados na batalha por Josué, enquanto Moisés, Arão e Hur assistem de uma colina próxima. Moisés nota que quando seus braços são erguidos, os israelitas ganham a vantagem, mas quando eles caem, os amalequitas prevalecem. Ele se senta com as mãos erguidas por Arão e Hur até o pôr do sol, garantindo a vitória israelita.
No Livro dos Números, um evento semelhante é descrito como ocorrendo perto de Cades. Nesta versão, Deus diz a Moisés para falar com a rocha. Moisés golpeia duas vezes com seu cajado e a água escorre. Deus então censura Moisés e Arão pela falta de confiança nele e diz-lhes que por esse motivo não entrarão na Terra Prometida.

## Interpretação
A razão pela qual Deus está zangado com Moisés e Arão é debatida, embora algum tipo de desobediência esteja evidentemente envolvido. Uma possibilidade é que a versão mais antiga tinha YHWH em pé sobre a rocha diante de Moisés, cuja fé de que ele poderia golpeá-la sem bater no Senhor estava sendo testada. De acordo com essa visão, o Texto Massorético edita o relato para remover qualquer sugestão de que YHWH estaria diante de um mortal. Uma visão mais ortodoxa compara os dois milagres da água da rocha com a revelação de Deus. Primeiro, Deus é revelado com a Lei (golpeando a rocha), e segundo, Deus é revelado como Pessoa (falando com a rocha). A ira de Deus contra Moisés por não ter falado com a rocha na segunda ocasião, realça que este não é o quadro espiritual que Ele queria que fosse retratado

## Localização
Uma proposta coloca Refidim no Wadi Feiran, perto de sua junção com o Wadi esh-Sheikh. Quando eles deixam Refidim, os israelitas avançam para o deserto do Sinai, possivelmente marchando pelas passagens do Wadi Solaf e do Wadi esh-Sheikh, que convergem na entrada da planície er-Rahah (que seria então identificada com o "Sinai Wilderness"), que tem três quilômetros de comprimento e cerca de oitocentos metros de largura. Veja também Meribah. Wadi Feiran era um oásis, o que explicaria a batalha contra os amalequitas em termos de luta pelo controle das fontes de água.
Outro local proposto para Refidim é no noroeste da Arábia Saudita, perto da cidade de al-Bad, a antiga cidade de Midian. Alguns pesquisadores sugerem que o Monte Sinai não ficava na Península do Sinai, mas em Midian, que é a atual Arábia Saudita, e subsequentemente colocaram Refidim aqui também. Jabal Maqla foi objeto de várias explorações desde o início dos anos 1980. A noroeste desta montanha está uma grande planície e uma grande rocha rachada que supostamente mostra sinais de erosão hídrica (Refidim é também onde Moisés foi registrado como batendo em uma rocha e água vindo dela para os hebreus ressecados). Na área, também há inscrições supostamente proto-hebraicas, algumas das quais dizem "morreu amalequita".
O nome "Refidim" (em hebraico:  רְפִידִם) pode significar suportes.